# Northgard
Northgard ist ein 2017 veröffentlichtes Computer-Strategiespiel des französischen Entwicklers Shiro Games. Es handelt sich um ein Echtzeitstrategiespiel mit Aufbaustrategiespiel-Elementen. Die Handlung ist in der nordischen Mythologie angesiedelt und der Spieler übernimmt die Kontrolle über einen Wikinger-Clan. Das Spiel wurde am 22. Februar 2017 im Early Access via Steam für Windows veröffentlicht. Am 7. März 2018 folgte die offizielle Veröffentlichung sowie eine Fassung für macOS. Später erschienen auch Versionen für PlayStation 4, Xbox One, Nintendo Switch und Android.
Northgard zählt über 4 Millionen verkaufte Exemplare und verzeichnete im Sommer 2022 über 20.000 gleichzeitig aktive Spieler. Kritiker nahmen das Spiel positiv auf und verglichen den Titel vielfach mit Die Siedler.

## Handlung
Hochkönig Hargurof beruft eine Ratssitzung mit seinen Jarlen ein, um diese über seine Eroberungspläne des mystischen Kontinents Northgard zu informieren. Plötzlich überfällt Hagen, Anführer des abtrünnigen Raben-Clans die Sitzung mit seinen Söldnern, tötet alle Anwesenden und stiehlt die Karte über Northgard und das Relikt der Königsfamilie, ein Horn. Nur des Königs Sohn, Prinz Rig, überlebt, da er sich aufgrund von Verletzungen tot stellt. Brand, Sohn des Jarls des Hirsch-Clans, verlor ebenfalls Vater und sein Zuhause an den Schergen des Raben-Clans und die beiden verbünden sich. Gemeinsam mit den letzten Überlebenden des Hirsch-Clans setzen sie nach Northgard über.
Auf Northgard können Rig und Brand bereits früh ein Bündnis mit dem betagten Halvard, Anführer des Ziegen-Clans, schließen, da sie ihn und dessen Clan vor Wölfen retteten. Während der ersten Konfrontation mit Hagen kann dieser entkommen, wird aber von Egil, Kriegshäuptling des Wolf-Clans, verfolgt. Dieser schafft es tatsächlich, eine Raben-Siedlung zu erobern. Hagen wird von seiner engsten Vertrauten, der jungen Frau Liv ermordet, die sich dadurch Rigs Gunst gewinnen kann. Sie offenbart, dass Hagen lediglich der Lakai eines gewissen Hvedrung sei. Dieser entpuppt sich als Anführer des sehr alten und naturnahen Eber-Clans. Daher unterstützt Rig einige Rebellen des Clans um ihren Führer Svarn, um auch den Eber-Clan schlussendlich als Verbündeten zu gewinnen. Svarn verrät, dass Hvedrung den Bifröst nach Asgard zerstören will, um so Ragnarök einzuläuten.
Nachdem Svarn das Familienerbstück als Gjallarhorn identifizieren kann, wird Borgild, Anführerin des Bären-Clans, der tief im Norden lebt, als neue Verbündete gewonnen. Als sie ihren Widersacher bis in den tiefsten Norden verfolgen, sehen sie sich mit dem Fimbulwinter konfrontiert. Sie kommen zu spät und Hvedrung schafft es, das Gjallarhorn zu blasen. Kurz darauf werden sie von Riesen, Söhnen Muspells attackiert, dessen Angriff sie zurückschlagen können. Sie besiegen zwar Hvedrung, sehen aber ein, dass Ragnarök nicht mehr aufzuhalten ist.
Kreuz von Vidar
Aufgrund dieser Ereignisse schwand das Vertrauen in Rig und das Bündnis der Clans wurde beendet. So blieb Borgild in Northgard, während Egil sich dem mysteriösen Surtr anschloss und Rig unter anderem mit Liv und Svarn auf einen südlich gelegenen Kontinent flüchtete. Halvard und Brand haben Northgard schon früher verlassen und ihr weiteres Schicksal ist unbekannt. Auf dem südlichen Kontinent angelangt gehen auch Liv und Svarn ihre eigenen Wege. Rig erfährt von dem Gayant Gelon die Legende über drei Schwerter, die zusammengesetzt als Kreuz von Vidar Ragnarök beenden könnten. Doch auch wie in Northgard gibt es in Neustrien Konflikte zwischen mehreren Königen beziehungsweise Usurpators.
Um an die Schwerter zu kommen, geht Rig ein Bündnis mit den eigentlich um die Krone streitenden Brüdern Lothaire und Carloman ein. Um diesen seine Treue zu zeigen, muss er von der abtrünnig gewordenen Liv Städte zurückerobern. Dies scheiterte. Liv begann daher, selbst nach den Schwertern zu suchen. Dafür geht sie mit Hildegard, Schwester von Lothaire und Carloman, ein Bündnis ein. Zusammen konnten sie das Schwert „das rächende Hárr“ bergen. Als nächsten Schritt beschließen sie, von Carloman „das heilende Jafnhárr“ in der Hauptstadt Saint-Germain einzufordern. Dieses wurde allerdings von Lothaire, unzufrieden mit der Politik seines Bruders, gestohlen. Als aufgrund von Krieg und Verrat beide Brüder starben, wird Hildegard die neue Königin von Neustrien und geht ein Bündnis mit dem Fürsten Nominoë, der Unabhängigkeit für sein Volk fordert.
Dieser akzeptiert das Bündnis und begibt sich mit seinem Freund Svarn auf die Suche nach dem dritten Schwert. Dieses befindet sich im Besitz der Riesenschildkröte Tarasque, die schließlich besiegt werden kann. Surtr, der den Wikingern nach Neustrien gefolgt ist, gelangt in den Besitz des Jafnhárr. Als Egil, der ein Zweckbündnis mit Surtr eingegangen ist, von diesem getötet wird, taucht der Fenriswolf auf und tötet ihn. Durch die Wiedervereinigung der drei Schwerter, kann der riesige Wolf und Ragnarök aufgehalten werden.

## Spielprinzip
Zu Beginn stehen dem Spieler nur wenige Dorfbewohner, ein Gemeindehaus das neue Dorfbewohner, sofern genügend Wohnraum vorhanden ist, generiert, und ein Gebiet zur Verfügung, das auf fünf Gebäude limitiert ist. Daher werden mittels Späher weitere Gebiete aufgedeckt, die der Spieler mittels Nahrung erwerben kann. Bestehende Gebiete können durch Kröwns, der spielinternen Währung, um einen weiteren Gebäudebauplatz erweitert werden (Türme haben keinen Einfluss auf das maximale Kontingent). Im weiteren Verlauf muss der Spieler seine Bestände an Nahrung, Holz und Kröwns laufend erweitern, damit die Bewohner nicht verhungern oder erfrieren und die Gebäude instand gehalten werden können. Daneben existiert eine Clan-Zufriedenheit. Je höher diese ist, desto schneller werden neue Dorfbewohner im Gemeindehaus generiert. Eine weitere wichtige Eigenschaft im Spiel ist Wissen. Dadurch lassen sich über einen Wissensbaum neue Clan-Fähigkeiten freischalten, die entweder die Wirtschaft, das Militär oder den Handel beeinflussen. Je nach Fraktion unterscheiden sich diese teilweise. Auch hat jeder Clan andere Vor- und Nachteile.
Als großer Gegenspieler entpuppt sich Northgard selber. Immer wieder wird der Spieler von sich in der Nähe befindlichen Wölfen oder Draugr, Untote, angegriffen. Im Winter erhöht sich der Holzverbrauch, da mehr geheizt werden muss, auch reduziert sich das Nahrungsangebot, da Felder nicht mehr so lukrativ sind. Als Nahrungsmittel stehen Felder, Fischteiche und Jagdwild zur Verfügung, außerdem sammeln Dorfbewohner und untätige Heiler Nahrung. Holz wird von Holzfällern gewonnen. Kröwns werden über Langschiffdocke, Handelsposten und Marktplätze generiert.
Ein wichtiger Aspekt im Spiel ist das Militär. Dorfbewohner können zu Kriegern, Axtwerfern oder Schildknappen ausgebildet werden. Diese können im Gegensatz zu den anderen Siedlern (mit Ausnahme der Späher) neutrale und feindliche Gebiete betreten und erobern. Eine starke Einheit stellt der Kriegshäuptling dar, der gegen Kröwns und Eisen in einem beliebigen Militärgebäude ausgebildet werden kann. Neben Eisen, womit man Werkzeuge für Arbeiter und die Waffen seiner Krieger verbessern kann, gibt es noch Steine, wodurch sich Gebäude aufwerten lassen. Arbeitergebäude werden dadurch ergiebiger und fassen eine weitere Einheit. Eisen und Stein lassen sich durch Minenarbeiter abbauen.
Es gibt verschiedene Siegesbedingungen: Neben der Möglichkeit eines Vorherrschaftsieges (alle Gegner zu besiegen) gibt es den Sieg durch Handel, durch Wissen, durch Ruhm und den Sondersieg. Beim Ruhmessieg gewinnt der, der zuerst eine bestimmte Menge Gebiete und Ruhmespunkte besitzt, sowie ein bestimmtes Gebäude gebaut hat. Beim Handelssieg gewinnt der, der zuerst 2.000 Handelspunkte über den Seeweg erreicht. Wer zuerst den Segen der Götter erlangt, kann dadurch ein bestimmtes Gebäude errichten, worauf er dann eine bestimmte Menge Wissen produzieren muss, die davon abhängt, wie nah sich das Gebäude am Zentrum der Karte befindet. Wenn er die erforderliche Menge produziert und das Gebäude noch unter Kontrolle hat, gewinnt er dadurch den Wissenssieg. Beim Sondersieg gewinnt der, der eine Kartenspezifische Siegbedingung erreicht, die üblicherweise mit einem Gebiet im Zentrum der Karte zusammenhängt. Außerdem haben bestimmte Clans noch eigene, einzigartige Siegbedingungen.
Auf jeder Karte gibt es neutrale Clans, mit denen ein Bündnis, aber auch eine Feindschaft möglich ist. Bei einem Bündnis erhält der Spieler exklusive Vorteile bei der Interaktion mit ihnen. Die neutralen Clans sind die Kobolde, die Jötunns, die Schwarzelfen genannt Myrkálf und die Zwerge.

### Spielmodi
Northgard bietet sechs verschiedene Spielmodi. Im Einzelspielermodus wählt der Spieler eine Fraktion und bestreitet ein Spiel gegen einen oder mehrere computergesteuerte Gegner. Mehrspielerpartien gegen einen oder mehrere menschliche Gegner über das Internet sind möglich. Mehrspielerspiele können um vom Computer gesteuerte Clans ergänzt werden. Im Geschichtenmodus schlüpft der Spieler in die Rolle des Prinzen Rig und erlebt die Geschichte von Northgard. Die Missionsziele unterscheiden sich stark innerhalb der Kampagne. Es gibt drei Schwierigkeitsgrade sowie verstecke Bonusziele. Im Spielmodus Eroberung wählt der Spieler zu Beginn einen beliebigen Clan und steht sich in der Folge mit verschiedenen Missionen konfrontiert. Im Kreativ-Modus können eigene Karten erstellt werden. Im Oktober 2021 zeitlich stand darüber hinaus zeitlich begrenzt der Spielmodus Draugrheim zur Verfügung, der Riesenspinnen und Draugr beinhaltete. Dieser wurde im Oktober 2022 erneut zur Verfügung gestellt. Während der Weihnachtszeit gibt es jährlich das Winterfest-Ereignis, in denen die Dorfbewohner Schneemänner bauen können und die Bäume und Gebäude weihnachtlich geschmückt sind. Am 3. Oktober 2024 wurde der Bifröst-Spielmodus eingeführt, der dem Spieler es ermöglicht, mit bis zu drei menschlichen Verbündeten, unter einer begrenzten Anzahl von Gebäuden und ohne clanspezifischen Fähigkeiten, verschiedene Szenarien zu überleben. Im Laufe des Spiels können weitere Gebäude und auch Fähigkeiten freigeschaltete werden.

### Clans
| Clanname        | Kriegshäuptling | Relikt | Beschreibung |
| --------------- | --------------- | --- | --- |
| Eikthyrnir      | Brand           | Hlidskjalf: Ermöglicht das Rekrutieren der mächtigen Einherjer. | Der Hirsch-Clan ist ein wirtschaftlich und militärisch stark ausbalancierter Clan, der sich vor allem nach Ruhm sehnt und Vorteile gegenüber den anderen Fraktionen hat, diesen zu erlangen.                                                                                          |
| Heidrun         | Halvard         | Eldhrumnir: Verschiedene Boni für geringere Kosten bei Festmählern. | Der Ziegen-Clan legt sein Hauptaugenmerk in die Nahrungsgewinnung und kann als einziger Clan den Schafstall als zusätzliche Nahrungsquelle nutzen. |
| Fenrir          | Egil            | Managarms Horn: Ermöglicht das Beschwören von bis zu drei Weißwölfen. | Der Wolf-Clan ist ein offensiv denkender, militärischer Clan, der durch kriegerische Aktivitäten Rohstoffe und Zufriedenheit gewinnt. Klare Vorteile bei der Siegesbedingung Vorherrschaft.                                                                                           |
| Huginn & Muninn | Liv             | Naglfar: Schiffe sind unsinkbar und werden nicht mehr von negativen Ereignissen betroffen. Jeder Raubzug wird von einem Sohn des Hrymr begleitet.                                                                                | Der Raben-Clan kommt dem allgemein bestimmenden Bild der plündernden Wikinger am nächsten. So können gegen Kröwns Gebiete beansprucht oder Söldner für Angriffe entsandt werden. Durch viele Vorteile bei der Kröwns-Gewinnung eignet sich dieser Clan bestens für einen Handelssieg. |
| Bjarki          | Borgild         | Scheide von Gram: Das Eisschwert reduziert die Bewegungsgeschwindigkeit der in der Nähe befindlichen, gegnerischen Einheiten; verstärkt den Angriff und die Verteidigung des Kriegshäuptlings.                                   | Der Bären-Clan erhält im Gegensatz zu den anderen Clans deutlich geringere Abzüge in den Wintermonaten. Dadurch eignet sich der robuste Clan bestens für Anfänger. |
| Slidrugtanni    | Svarn           | Maske von Gullinborsti: Ruft gegen Zahlung von Wissen einen Riesen-Eber auf das Schlachtfeld, der das eigene Herrschaftsgebiet verteidigt und bei Opferung 200 Einheiten Nahrung generiert. Das Relikt selbst generiert Nahrung. | Der Eber-Clan hat sich auf ein minimalistisches und ressourcensparendes Leben eingestellt. Seine Anhänger sind sehr wissbegierig und haben daher Vorteile, den Wissenssieg zu erringen.                                                                                               |

Folgende Clans wurden durch kostenpflichtige DLC später ins Spiel integriert: Sváfnir (Clan der Schlange), Nidhogg (Clan des Drachen), Svadilfari (Clan des Pferdes), Lyngbakr (Clan des Kraken), Himminbrjotir (Clan des Ochsen), Brundr & Kaelinn (Clan des Luchses), Ratatoskr (Clan des Eichhörnchens), Dodsvagr (Clan der Ratte), Hræsvelg (Clan des Adlers) und Neustrien (Clan des Löwen). Letzterer unterscheidet sich von den anderen Clans daher, dass es sich um keinen Wikinger-Clan handelt, sondern um eine Fraktion angelehnt an das mitteleuropäische frühe Mittelalter. Mit Cornouaille (Hermelin-Clan) erschien später ein weiterer Clan des südlichen Königreichs. Später erschienen mit Vördr (Eulen-Clan), Garm (Höllenhund-Clan) und Hafgufa (Schildkröten-Clan) weitere Wikinger-Clans. Zuletzt erschien Gardarike (Hippogreif-Clan), der ebenfalls zum südlichen Königreich gehört, dessen Kriegshäuptling allerdings mit dem Pferde-Clan verwurzelt ist und daher sich die Kriegshäuptlingsfähigkeiten ähneln.

## Entwicklung
Im Gespräch mit GameStar TV gab Entwickler Sebastien Vidal bekannt, dass ursprünglich kein Wikinger-Setting geplant war, sondern dass die Geschichte in einer anderen Epoche spielen sollte.

### Veröffentlichung
Das Spiel wurde am 22. Februar 2017 im Early Access via Steam für Windows veröffentlicht, im Juni desselben Jahres erschien der Mehrspielermodus. Am 7. März 2018 folgte die offizielle Veröffentlichung zusammen mit einer Ausgabe für macOS. Am 26. September 2019 erschienen Fassungen für PlayStation 4 und Xbox One sowie am 3. Oktober 2019 für Nintendo Switch. Am 25. Juli 2021 folgte eine Version für Android.

### Aktualisierungen
Im Oktober 2018 erschien das erste große Update unter dem Motto Ragnarok. Am 14. März 2019 folgte das Update Relics, das clanspezifische Relikte, die Schmiede und das dortige Verbessern von Waffen und Werkzeugen ins Spiel integrierte. Am 22. Oktober 2019 erschien das dritte Update Conquest, das das Hauptspiel um den Spielmodus Eroberung erweiterte. Im Dezember 2019 erschien mit Winter Festival eine Aktualisierung, die neben einer überarbeiteten Balance der einzelnen Clans und einem überarbeiteten Fähigkeitenbaum die Karte Permafrost und zeitlich begrenzte weihnachtliche Modifikationen hinzufügte.
Am 28. Mai 2020 wurde ein Karten-Editor ins Spiel integriert. Das am 16. Februar 2021 erschienene Expeditions fügte dem Spiel weitere freischaltbare Modifikationen hinzu. Im Oktober 2021 erschien das Kröwns & Daggers, dass das Spiel um Diplomatieoptionen und um die neutrale Fraktion der Zwerge ergänzte. Wenige Tage später, anlässlich Halloween, erschien Night of the living Draugar, dass zeitlich begrenzt den Spielmodus Draugrheim ins Spiel einband. Am 4. Mai 2022 erschien mit Sword & Solace ein weiteres kostenloses Update, dass die Militäroptionen überarbeitete und das Hauptmenü modernisierte. Auch der Mehrspielermodus wurde vollständig überarbeitet.
Auf der Gamescom 2022 wurde bekannt geben, dass Ende des Jahres ein Update erscheint, welches die Kampagne fortführen und einen neuen Kontinent, der an das mitteleuropäische frühe Mittelalter angelehnt ist, in das Spiel integrieren soll. Vom 22. Oktober bis zum 31. Oktober gab es erneut den Spielmodus Draugrheim. Am 13. Dezember 2022 erschien die kostenpflichtige Erweiterung The Cross of Vidar, die den Spieler in das Königreich Neustrien inklusive einer neuen Kampagne führt und die neue Fraktion des Löwen sowie die neutrale Fraktion der Gayanten einführt. Zudem erschien am 19. Januar 2023 der zweite Teil der Kampagne kostenlos für alle The Cross of Vidar-Besitzer.
Ende April 2023 erschien das kostenlose Update Trials of Odin, dass gravierende Änderungen an der Clan-Mechanik und generelle Anpassung mit sich brachte. So entfiel die Mechanik des Diplomaten und Rivalitäten. Daher ist es nun nur noch über Handel möglich, mit anderen Clans die Beziehung zu verbessern. Bei einigen Clans wurden unter anderen die Fähigkeiten der Relikte geändert. So verliert das Relikt des Ziegen-Clans die Fähigkeit, einen weiteren Schafstall bauen zu dürfen und das Relikt des Raben-Clans ruft keine zwei Söhne des Hrymr an einer beliebigen, bekannten Küstenregion zum Kampf, sondern jeder Raubzug wird mit jeweils einem Sohn des Hrymr begleitet. Beim Drachen-Clan wurde die Funktion der Menschenopferung und das Sklavensystem entschärft, der Kraken-Clan erfuhr eine komplette Überarbeitung und spielt sich anders als vor dem Update. Neben weitreichenden Änderungen erhielt der Clan unter anderen einen individuellen Kriegshäuptling.

### Zusätzliche Inhalte
Seit dem offiziellen Erscheinen werden in unregelmäßigen Abständen neue, kostenpflichtige Clans veröffentlicht, die sich teilweise extrem voneinander unterscheiden und das Spiel um neue Spielmechaniken und Siegbedingungen erweitern. Am 13. Dezember 2022 wurde das Spiel mit der Erweiterung The Cross of Vidar um eine weitere Kampagne ergänzt.

## Rezeption
Das Spiel wurde überwiegend positiv aufgenommen und vor allem mit der Aufbaustrategiespielreihe Die Siedler verglichen.

### Pressestimmen
Olaf Bleich von PC Games urteilt, dass das Spiel eine „gute Balance“ und „nette Ideen“ hätte und daher „eine echte Siedler-Alternative“ sei. Auch Bleich sieht Parallelen zu Die Sieder, bemängelt aber, dass Northgard niemals die Spieltiefe erreicht. Michael Herold von GameStar kritisiert die Optik des Spiels. So findet er, dass die „Spielwelt zu detailarm sei und im Sommer fast ausschließlich aus den tristen Farben grau, braun und dunkelgrün bestehe, im Winter dagegen einfach alles weiß sei.“ Die Comic-Optik bezeichnet er als „witzig“ und die „düstere, aber dennoch passende Soundtrack sorgen trotzdem für eine stimmungsvolle Wikinger-Atmosphäre“. Herold meint außerdem, dass Northgard mit Die Siedler, Tropico oder Anno nicht mithalten könne. Als Fazit führt er aus: „Durchweg gelungenes Indie-Aufbau-Strategiespiel, das sich vor der Genre-Konkurrenz nicht verstecken muss. Odin wäre stolz!“ und gibt dem Spiel eine Wertung von 84 %. NAT-Games bemängelt ebenfalls die „limitierte strategische Spieltiefe“, lobt allerdings, dass bei der „Grafik und Sound die Entwickler von Shiro Games eine gute und solide Arbeit geleistet haben“.
Der deutsche YouTuber HandOfBlood verglich das Spiel in seinem Test ebenfalls mit Die Siedler.

### Verkaufs- und Spielerzahlen
Bis in den frühen Herbst 2018 wurde das Spiel etwa 800.000 mal verkauft. Im Sommer 2022 wurde vermeldet, dass Northgard systemübergreifend zwischen 2,4 Millionen und 3,0 Millionen Mal verkauft wurde. Am 31. Juli 2022 verzeichnete der Hersteller mit 20.235 gleichzeitigen Nutzern ein Rekordhoch aktiver Spieler. Zu diesem Zeitpunkt war das Spiel kostenlos spielbar. Am 1. Dezember 2022 bedankte sich der Hersteller für 3 Millionen Exemplare bei der Community. Ende August 2024 gab der Entwickler bekannt, dass das Spiel über 4,0 Millionen Mal verkauft wurde.

## Northgard – Uncharted Lands
Im Sommer 2022 wurde das Brettspiel Northgard – Uncharted Lands vorgestellt. 2023 erschien es auch in Deutschland im Einzelhandel.
Mit Northgard – Uncharted Lands - Warchiefs und Northgard – Uncharted Lands - Wilderness erschienen zudem Spielerweiterungen für das Hauptspiel.